# Maurizio Conti (Sohn)
Maurizio Conti (* 20. November 1857 in Bellinzona; † 14. August 1942 ebenda) war ein Schweizer Architekt. Sein Vater Maurizio Conti war ebenfalls Architekt.

## Leben
Maurizio Conti studierte am Istituto tecnico superiore in Mailand. Ein Praktikum absolvierte er bei Augusto Guidini. Dann war er in Bellinzona und im Kanton Tessin tätig, wo er ein breites Spektrum an Bauaufgaben abdeckte, wie z. B. Villen, Industrie- und Bildungsbauten. Conti war Stadtbaumeister von Bellinzona und ab 1912 deren bausachverständiger. Ausserdem war Conti Dozent an der Gewerbeschule von Bellinzona.

## Werk
- Villa Stoffel, Bellinzona 1898
- Asilo Infantile al Dragonato, Kinderheim, Bellinzona 1898
- Wohn- und Geschäftshaus in Bellinzona, Magoria 1900
- Il Dovere, Freimaurerloge, Lugano 1903
- Scuole Communali Nord, Primarschule, Bellinzona 1907
- Palazzo Antognini, Bellinzona 1909